# Zigzagreiger
De zigzagreiger (Zebrilus undulatus) is een vogel uit de familie Ardeidae (Reigers).

## Verspreiding en leefgebied
Deze soort komt voor in het Amazonebekken van Zuid-Amerika.